# Мамбетов, Асет Секенович
Асет Секенович Мамбетов (каз. Әсет Секенұлы Мәмбетов; род. 10 июня 1982, Предгорное, Абайская область) — казахстанский борец греко-римского стиля, бронзовый призёр Олимпийских игр в Пекине 2008, Заслуженный мастер спорта Республики Казахстан.

## Биография
Тренировался у ЗТ СССР Саркисян А. А., ЗТ СССР Лебедева А. Г., ЗТ РК Турлыханова М. Б.
Завершил спортивную карьеру в 2010 году.

## Спортивные достижения
Бронзовый призер Чемпионата Азии (Индия) 2000.
Чемпион Кубка Казахстана 2001—2002.
Чемпион Азии (Иран) 2002.
Участник Олимпийских Игр (Греция) 2004.
Бронзовый призер Кубка Азии (Иран) 2004.
Серебряный призер Чемпионата Казахстана 2005.
Чемпион Кубка Казахстана 2006.
Чемпион II Спартакиады народов Казахстана 2007.
Серебряный Призер Чемпионата Азии (Кыргызстан) 2007.
Бронзовый Призер Олимпийских игр (КНР) 2008.
Серебряный Призер Гран-при И. Поддубного (Россия) 2010
Серебряный Призер Летних Азиатских Игр (КНР) 2010.

## Награды
Награждён орденом «Курмет» (29 августа 2008 года).

## Вне спорта
Имеет три высших образования:
- Республиканский Колледж Спорта — тренер по спорту;
- Казахская академия спорта и туризма — тренер-преподаватель;
- Казахский национальный технический университет имени К. И. Сатпаева — экономист;
- Российская Академия Государственной Службы и Народного Хозяйства при Президенте РФ 2011—2013 — магистр государственного управления

Воинское звание: старший лейтенант
Карьера после спорта:
Инструктор Дирекции штатных национальных команд
2016—2021 Директор — ГККП Специализированная Детская юношеская спортивная школа № 15 города Алматы
Член партии «Аманат».

## Интервью
- https://time.kz/articles/sport/2019/06/18/aset-mambetov-tolko-massovost-prinesyot-kazahstanu-medali
- https://time.kz/articles/sport/2021/08/11/bortsy-ne-ovoshhi-za-odin-sezon-ne-sozrevayut
- https://time.kz/articles/sport/2019/10/29/zastoj-na-kovre-ili-kak-s-etim-borotsya
- https://time.kz/articles/sport/2019/12/04/ni-borby-ni-medalej
- https://prosports.kz/news/442976-aset-mambetov-borba-i-boks-u-kazahov-v-krovi-